# Maschinenbau Kiel

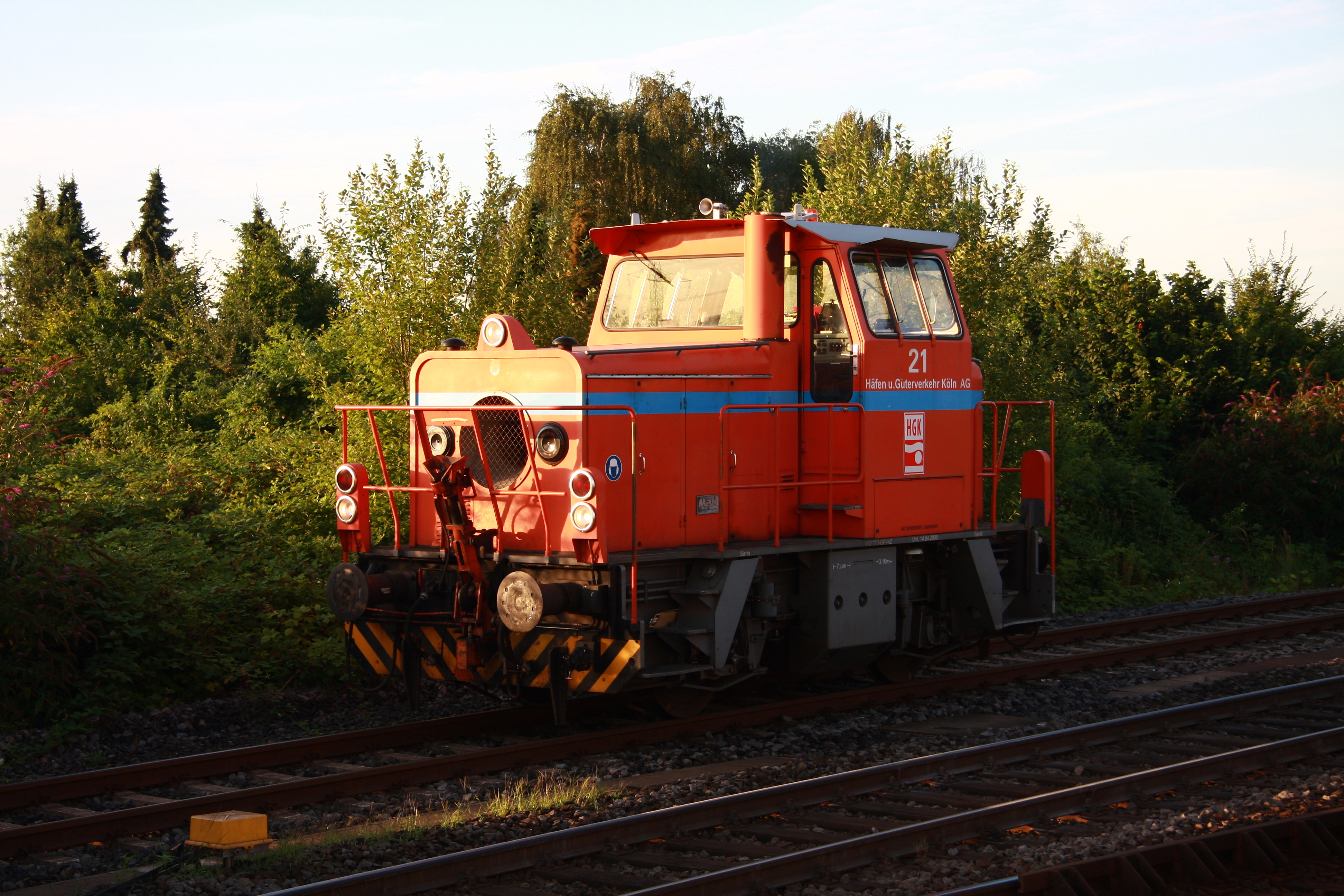
Una locomotiva MaK G 321 nella stazione di Brühl

La Maschinenbau Kiel (acronimo MaK) è stata una fabbrica di motori marini diesel, locomotive diesel, rotabili vari e mezzi cingolati che si è divisa in varie compagnie durante gli anni novanta del secolo scorso. La sezione che costruiva locomotive è stata acquistata da Siemens e da Vossloh.
Sia Vossloh che la divisione motori marini di Caterpillar con sede a Kiel utilizzano ancora l'acronimo "MaK".

## Storia
Le origini della compagnia risalgono al 1918 quando in conseguenza del Trattato di Versailles che limitava la produzione di armi in Germania, le industrie di Kiel dovettero differenziare la loro produzione fino ad allora bellica. Venne fondata quindi la Kiel Deutsche Werke AG (DWK) per produrre locomotive diesel, costruzioni navali e armi da fuoco. Durante la seconda guerra mondiale Deutsche Werke produsse sia U-Boot, che locomotive per la Wehrmacht. Alla fine del conflitto le fabbriche erano del tutto distrutte così ebbe fine anche la società.
La MaK-Maschinenbau Kiel nacque il 25 maggio 1948 dalle ceneri delle precedenti società. Nel 1964 divenne parte del gruppo Krupp. La produzione di locomotive venne, nel 1992, acquisita da Siemens mentre nel 1997 la sezione motori marini venne venduta alla Caterpillar Inc.

## Le locomotive

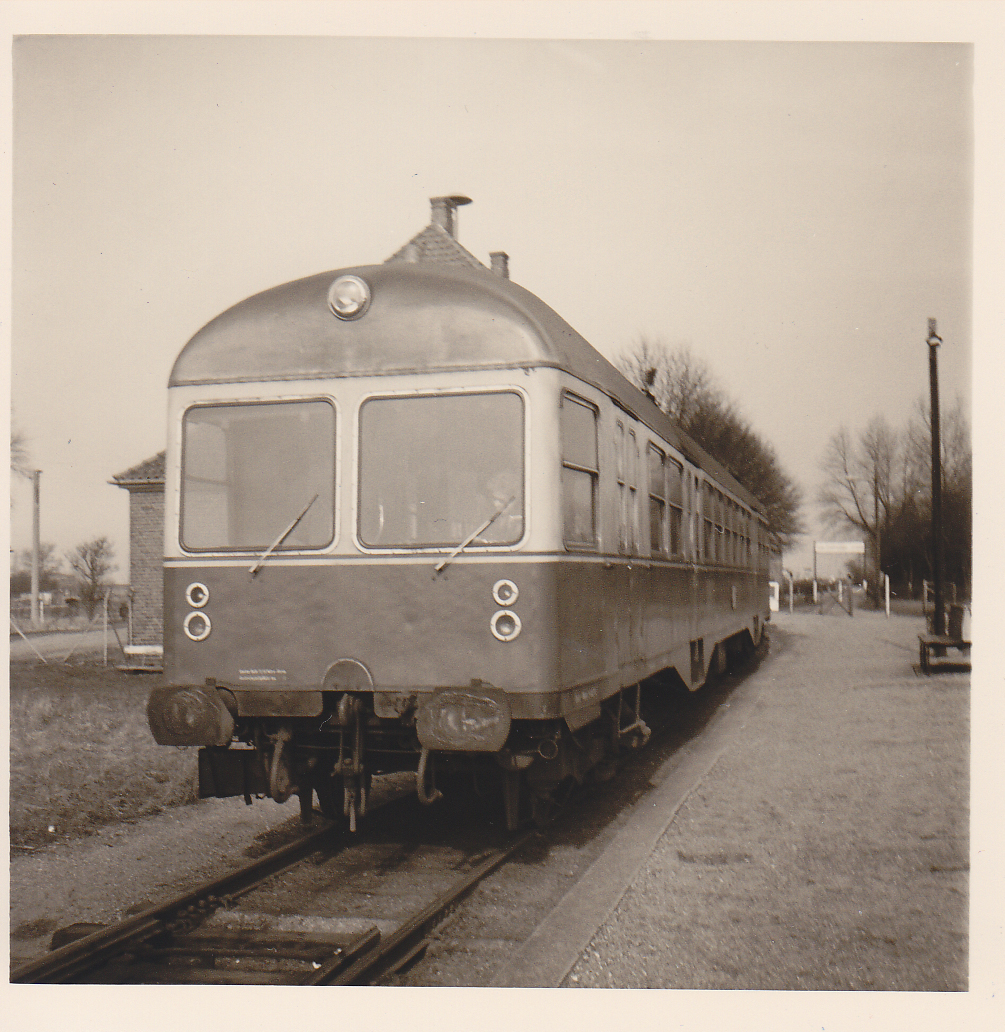
Automotrice "MaK GDT" 1974 Stazione "Schönberger Strand"

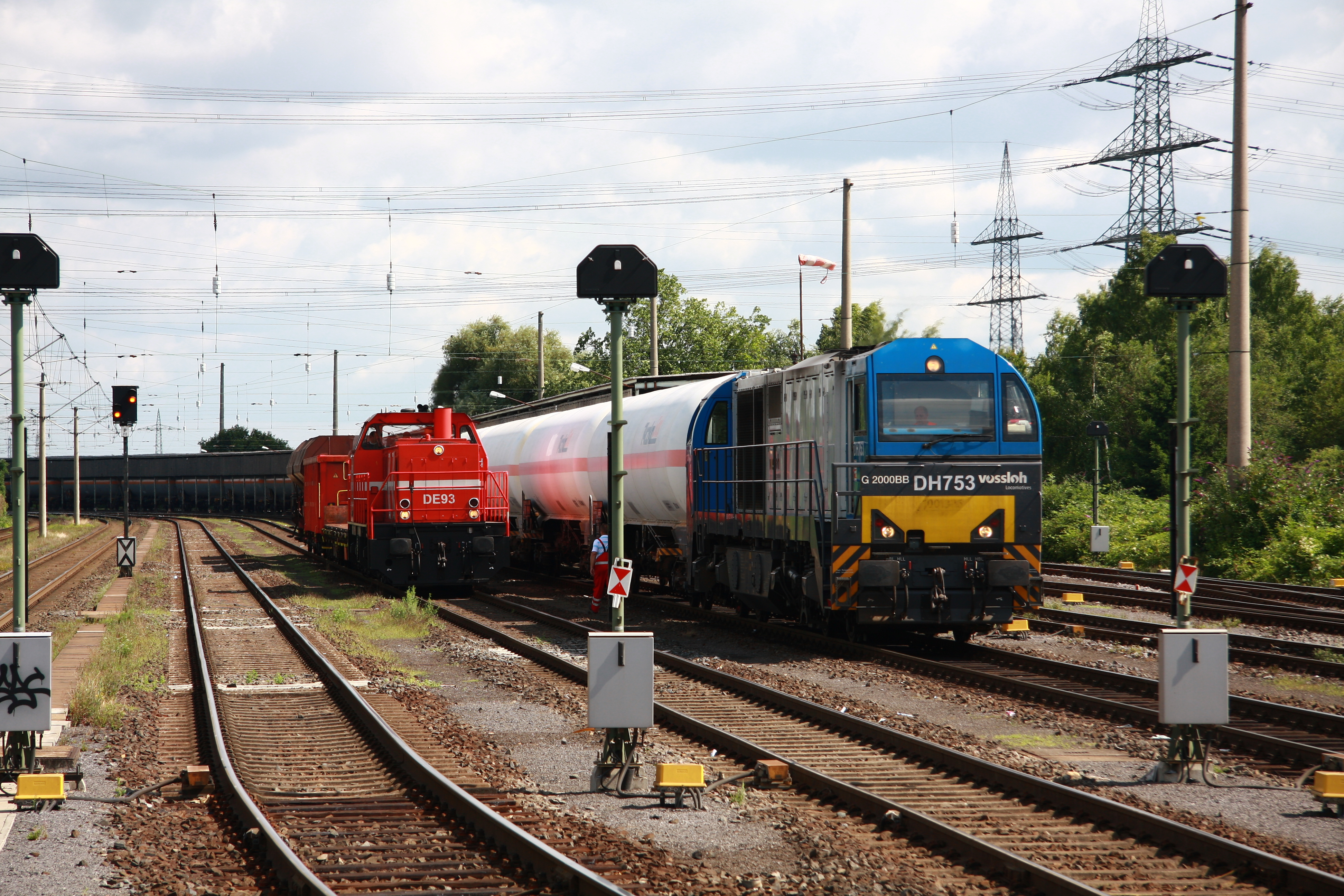
MaK DE 1002 di fronte a una Vossloh G2000 BB

La MaK ha costruito locomotive per molte compagnie ferroviarie statali e private dell'Europa. Negli anni cinquanta locomotive per la Deutsche Bundesbahn, tra cui la Locomotiva DB V 60, Locomotiva DB V 65, Locomotiva DB V 80
Dal 1965 iniziò ad usare le trasmissioni cardaniche nelle proprie produzioni di locomotive
Nel corso degli anni sessanta produsse altri modelli per la Deutsche Bundesbahn tra cui le DB Br 290, 291, 293, 294, 295, 296, Locomotiva DB V 100, Locomotiva DB V 200.0 e Locomotiva DB V 160.
A partire dal 1979 ha iniziato un programma di costruzione di locomotive, basato su componenti standardizzati e intercambiabili, con cassa spigolosa e piuttosto piatta per contenere i costi e con motorizzazioni MTU. Usando componenti elettriche BBC la MaK ha iniziato a produrre locomotive diesel-elettriche con alcuni successi commerciali come la NS 6400 di cui 60 unità sono state acquisite dalle Ferrovie olandesi.
Dal 1992 il nome della società è divenuto Krupp Verkehrstechnik GmbH e nel 1994 è divenuta parte della Siemens Schienenfahrzeugtechnik.
Dal 1º ottobre 1998 gli stabilimenti di Kiel sono stati acquisiti da Vossloh AG divenendo così Vossloh Schienenfahrzeugtechnik GmbH e dal 23 aprile 2004 Vossloh Locomotives GmbH